# Максимилиан фон Хесен-Касел
Максимилиян фон Хесен-Касел (на немски: Maximilian von Hessen-Kassel, * 28 май 1689 в Марбург, † 8 май 1753 в Касел) е принц на ландграфство Хесен-Касел и императорски генерал-маршал.
Той е деветият син на ландграф Карл от Хесен-Касел (1654 – 1730) и съпругата му Мария Амалия от Курландия (1653 – 1711), дъщеря на херцог Якоб Кетлер от Курландия и съпругата му Луиза Шарлота фон Бранденбург (1617 – 1676).
Максимилиян получава от баща си през 1723 г. господството Йесберг, дворцовия чифлик Рихероде и близкото село Хундсхаузен. В Йесберг той си построява през 1723 г. малкия барок дворец Трайсбахгрунд и за четирите си дъщери „градината на принцесите“, югоизточно от Йесберг. Той е голям музикант, има своя дворцова капела и затова изпада във финасови задължения.
През 1720 г. той се жени за Фридерика Шарлота фон Хесен-Дармщат (1698 – 1777), дъщеря на ландграаф Ернст Лудвиг от Хесен-Дармщат (1667 – 1739) и Доротея Шарлота (1661 – 1705).

## Деца
Максимилиян и Фридерика Шарлота имат децата:
- Карл (* 30 септември 1721, † 23 ноември 1722)
- Улрика Фридерика Вилхелмина (* 31 октомври 1722, † 28 февруари 1787) ∞ 1752 Фридрих Август (1711 – 1785), херцог на Олденбург
- Христина Шарлота (* 11 февруари 1725, † 4 юни 1782), канониса в манастир Херфорд
- Мария (* 25 февруари 1726, † 14 март 1727)
- Вилхелмина (1726 – 1808) ∞ 1752 принц Хайнрих Пруски (1726 – 1802)
- мъртвородено дете (*/† октомври 1729)
- Елизабета София Луиза (* 10 ноември 1730, † 4 февруари 1731)
- Каролина Вилхелмина София (* 10 май 1732, † 22 май 1759) ∞ 1753 княз Фридрих Август фон Анхалт-Цербст